# La Conspiration Merlin
Pour les articles homonymes, voir La conspiration Merlin (homonymie).
La Conspiration Merlin (The Merlin Conspiracy) est un roman de fantasy de Diana Wynne Jones, édité en 2003 par HarperCollins en version originale et en français en 2008 par les éditions Baam !
Le schéma narratif du livre est composé de la vision de deux héros narrateurs de l'histoire dont les aventures finissent par se rejoindre en une commune.

## Univers
L'univers du livre est basé sur un ensemble de mondes, tous très différents, dans lesquels les personnages peuvent aller et venir. Cet univers est d'ailleurs vu différemment selon les protagonistes.
Ces mondes possèdent chacun une magie, voire plusieurs magies différentes, ce qui donne un aspect riche et varié à l'ensemble.
Ces mondes ont tous connus une évolution différente, qui amène donc à une technologie ainsi qu'à une culture différente. Le seul point qui parait relativement stable est la géographie.

## Résumé
Dans les îles de Blest, l'un des nombreux mondes existants, un dignitaire ayant le titre de Merlin a pour tâche, avec l'aide de la cour du roi de ce monde, de maintenir l'équilibre magique de tous les mondes. Arianrhod, dite Roddy, est la fille d'un mage de cette cour. Elle découvre un jour qu'une conspiration de grande envergure se forme contre le roi. 
En parallèle, dans notre monde, Nick Mallaury, un adolescent fan de littérature et de magie se retrouve envoyé dans un autre monde sans raison apparente. S'initiant comme il le peut à la magie, il commence alors à tâtonner entre les mondes pour essayer de retrouver un mystérieux et puissant mage.